# André Hardy Cow-Boy
Série Andy Hardy
L'amour frappe André Hardy (1938) André Hardy millionnaire (1939)
Pour plus de détails, voir Fiche technique et Distribution.

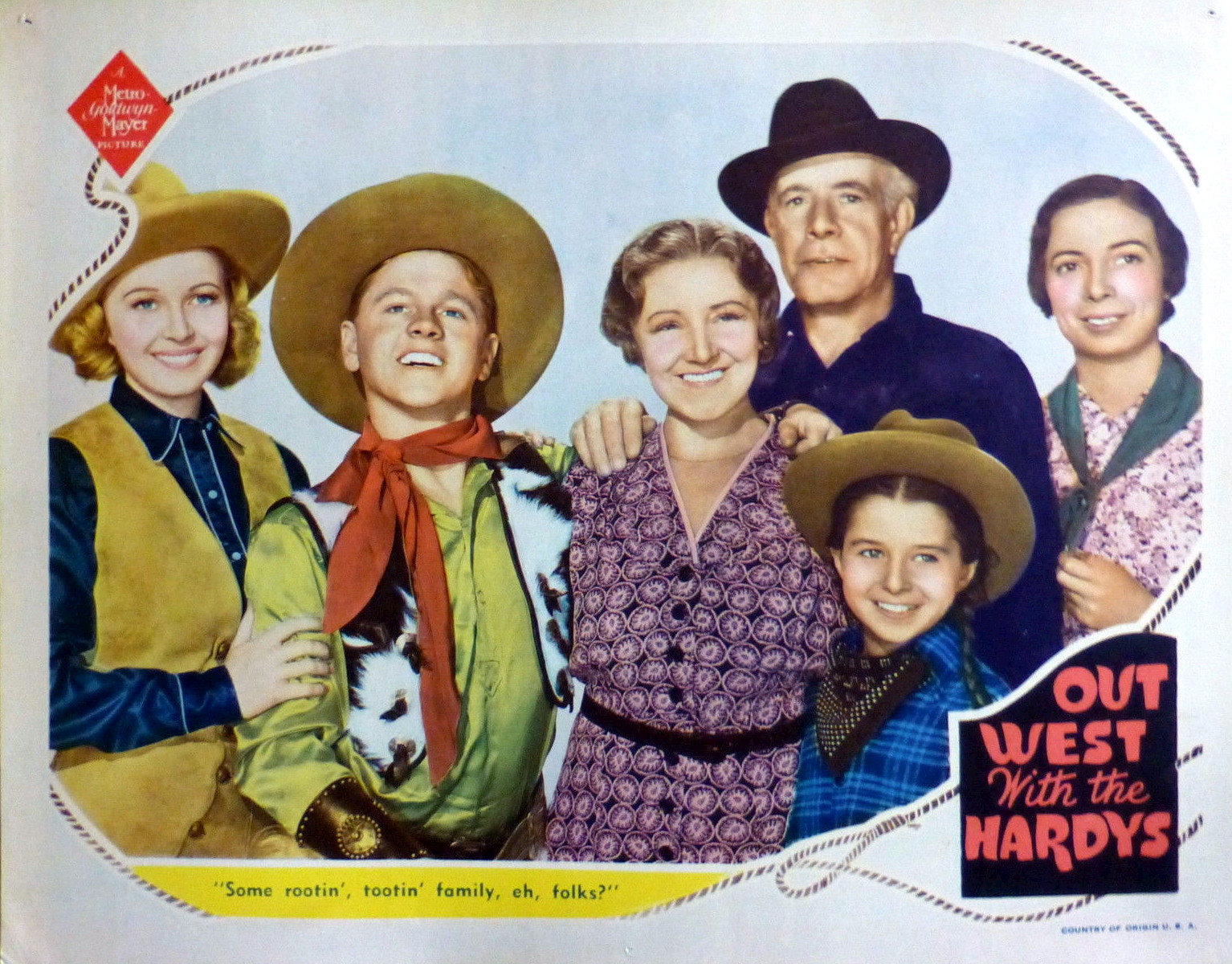
Carte promotionnelle du film

André Hardy Cow-Boy (Out West with the Hardys) est un film américain en noir et blanc réalisé par George B. Seitz, sorti en 1938.
Il s’agit du cinquième des seize volets que compte la série de films mettant en scène le personnage d'Andy Hardy, interprété par Mickey Rooney. Tourné avec un petit budget (310 000 $), le film rapportera à la Metro-Goldwyn-Mayer sept fois les coûts de production.

## Synopsis
Le juge Hardy emmène toute sa famille dans une ferme en Arizona pour aider un de ses amis ayant des problèmes juridiques.

## Fiche technique
- Titre français : André Hardy Cow-Boy
- Titre original : Out West with the Hardys
- Réalisation : George B. Seitz
- Producteur : Jack J. Cohn
- Production : Metro-Goldwyn-Mayer
- Scénario : Aurania Rouverol, Kay Van Riper, William Ludwig, Agnes Christine Johnston
- Photographie : Lester White
- Lieu de tournage : Californie
- Musique : David Snell
- Montage : Ben Lewis
- Format : noir et blanc - 1.37:1 - son : Mono (Western Electric Sound System)
- Durée : 84 minutes
- Dates de sortie : 
  - États-Unis : 25 novembre 1938
  - Royaume-Uni : 17 avril 1939
  - France : 14 mars 1941

## Distribution
- Mickey Rooney : André Hardy (Andrew 'Andy' Hardy, en VO)
- Lewis Stone : le juge Hardy
- Fay Holden : Mme Emily Hardy
- Cecilia Parker : Marian Hardy
- Ann Rutherford : Polly Benedict
- Sara Haden : tante Milly Forrest
- Don Castle : Dennis Hunt
- Virginia Weidler : 'Jake' Holt
- Gordon Jones : Ray Holt
- Ralph Morgan : Bill Northcote
- Nana Bryant : Dora Northcote
- Tom Neal : Aldrich Brown